# Calleupalamus superbus
Calleupalamus superbus är en stekelart som beskrevs av Heinrich 1968. Calleupalamus superbus ingår i släktet Calleupalamus och familjen brokparasitsteklar. Inga underarter finns listade.